# Kuzinellus bourbonensis
Kuzinellus bourbonensis är en spindeldjursart som beskrevs av Kreiter och Edward A. Ueckermann 2002. Kuzinellus bourbonensis ingår i släktet Kuzinellus och familjen Phytoseiidae. Inga underarter finns listade i Catalogue of Life.